# ديميتري كودينوف (لاعب كرة قدم)
ديميتري كودينوف (بالروسية: Кудинов, Дмитрий Анатольевич)‏ هو لاعب كرة قدم روسي في مركز الهجوم، ولد في 17 مارس 1971. لعب مع توم تومسك ودينامو ستافروبول ونادي أحمد غروزني ونادي قره باغ.